# Olga Ulianova
Olga Ulianova, geboren Olga Wiktorowna Uljanowa (russisch Ольга Викторовна Ульянова; * 23. Februar 1963 in der Sowjetunion; † 29. Dezember 2016 in Santiago de Chile) war eine sowjetisch-chilenische Neuzeithistorikerin und Hochschullehrerin.

## Leben
Ulianova studierte an der Geschichtswissenschaft-Fakultät der Lomonossow-Universität Moskau (MGU) mit Abschluss 1985. Es folgten die Aspirantur an der MGU und die Promotion zur Kandidatin der Geschichtswissenschaften 1988.
Ulianova arbeitete als Übersetzerin emigrierter Führer des Partido Comunista de Chile. Sie heiratete einen chilenischen Emigranten und wanderte mit ihm 1992 aus Russland nach Chile aus. Sie bekam eine Tochter und nahm die chilenische Staatsbürgerschaft an, so dass die Tochter die chilenische und russische Staatsbürgerschaft hat.
Ulianova arbeitete seit 1992 an der Universität Santiago de Chile und am  Instituto de Estudios Avanzados der Universität Santiago de Chile. Ihre Forschungsschwerpunkte waren die Zeitgeschichte und die internationalen Beziehungen. Besonders untersuchte sie die Arbeit der chilenischen Kommunisten und ihre Beziehungen zur Kommunistischen Internationale (Komintern). 2002 wurde sie als Jahrzehntbeste im Bereich Sozialwissenschaften und Geisteswissenschaften der Universität Santiago de Chile ausgezeichnet. 2010–1015 war sie Direktorin des Instituto de Estudios Avanzados. Sie war Expertin für internationale Fragen in den öffentlichen Medien.
Ulianova starb an einer Krebserkrankung.

## Werke
- Rusia: raíces históricas y dinámica de las reformas, Santiago, Editorial de la Universidad de Santiago, Colección IDEA-USACH, 1994.
- El exilio ruso blanco y su impacto en América Latina y en Chile, Revista de Historia, 1997, Universidad de Concepción.
- Primeros contactos entre en PC chileno y Komintern, Cuadernos de Historia, Universidad de Chile, 1998.
- Algunos aspectos de la ayuda financiera del comunismo soviético al PC chileno durante la Guerra Fría, Estudios Públicos, Nº72, primavera/1998.
- Los primeros rusos en Chile: inicios de un proceso migratorio, Revista de Humanidades, Universidad Nacional Andrés Bello, Nº5, 1999.
- Viajeros rusos en Chile, Santiago, DIBAM, 2000.
- Un Chejov desconocido, Santiago, Editorial RIL, 2000.
- El caso de Manuel Hidalgo en el PC chileno a partir de los documentos de Komintern, Jorge Rojas Flores y Manuel Loyola (comp.): Por un rojo amanecer. Hacia una historia de los comunistas chilenos.
- La Unidad Popular y el golpe militar en Chile: percepciones y análisis soviéticos, Estudios Públicos, Nº 79, 2000.
- Chile en los archivos soviéticos, Tomo 1, Chile y Komintern 1922–1931, Estudios y Documentos, Santiago, DIBAM-LOM-USACH, 2005 (mit Alfredo Riquelme).
- Políticas, redes y militancias. Chile y América Latina en el siglo XX, USACH-Ariadna, 2009 (mit anderen).
- Chile en los archivos soviéticos, Tomo 2, Chile y Komintern 1931–1935, Estudios y Documentos, DIBAM-LOM, 2009 (mit Alfredo Riquelme).
- Corvalán for Bukovsky: a real exchange of prisoners during an imaginary war. The Chilean dictatorship, the Soviet Union, and US mediation, 1973–1976, Cold War, doi:10.1080/14682745.2013.793310, 2013.
- Чили во второй половине XX века
- Русские в Чили, 2009 (mit Кармен Норамбуэна), ISBN 978-956-8416-21-8.